# Середні молекули
Середні молекули — молекули з атомною масою між 350 і 2000 а.о.м.. Ці молекули накопичуються в рідинах тіла пацієнтів з уремією.
Головну частину середніх молекул складають пептиди, глікопептиди, продукти деградації фібриногену, альбуміну, тромбіну, фрагменти колагену, інші речовини білкової природи, а також похідні ліпідів, фосфоліпідів та інших.